# Thomas Levin
Thomas Levin es un actor danés, conocido por haber interpretado a Ulrik Mørch en la serie Borgen. 

## Biografía
Es hijo del director Harry Levin y de Marianne Levin.
El 25 de agosto de 2007, se casó con la actriz Laura Christensen, con quien tiene un hijo, Jakob Levin-Christensen (mayo de 2010).

## Carrera
En 2010 se unió al elenco de la serie Borgen, donde interpretó a Ulrik Mørch hasta el final de la serie en 2013. En 2015 se unió al elenco de la serie The Team, donde dio vida al esposo de Kit Ekdal (Ida Engvoll).

## Filmografía

### Series de televisión
| Año         | Título         | Personaje     | Notas                |
| ----------- | -------------- | ------------- | -------------------- |
| 2015        | Norskov        | Tom Noack     | 2 episodios          |
| 2015        | The Team       | Esposo de Kit | 3 episodios          |
| 2013        | Covert Affairs | Scott Winnick | episodio "Hang Wire" |
| 2010 - 2013 | Borgen         | Ulrik Mørch   | 30 episodios         |

### Películas
| Año  | Título       | Personaje | Notas                                     |
| ---- | ------------ | --------- | ----------------------------------------- |
| 2013 | Et Dukkehjem | Helmer    | corto - junto a Camille-Catrine Rommedahl |

### Escritor
| Año  | Título | Notas            |
| ---- | ------ | ---------------- |
| 2013 | Rita   | episodio "Haven" |

### Apariciones
| Año  | Programa        | Notas                   |
| ---- | --------------- | ----------------------- |
| 2013 | Price inviterer | episodio "Thomas Levin" |